# Eiwitten

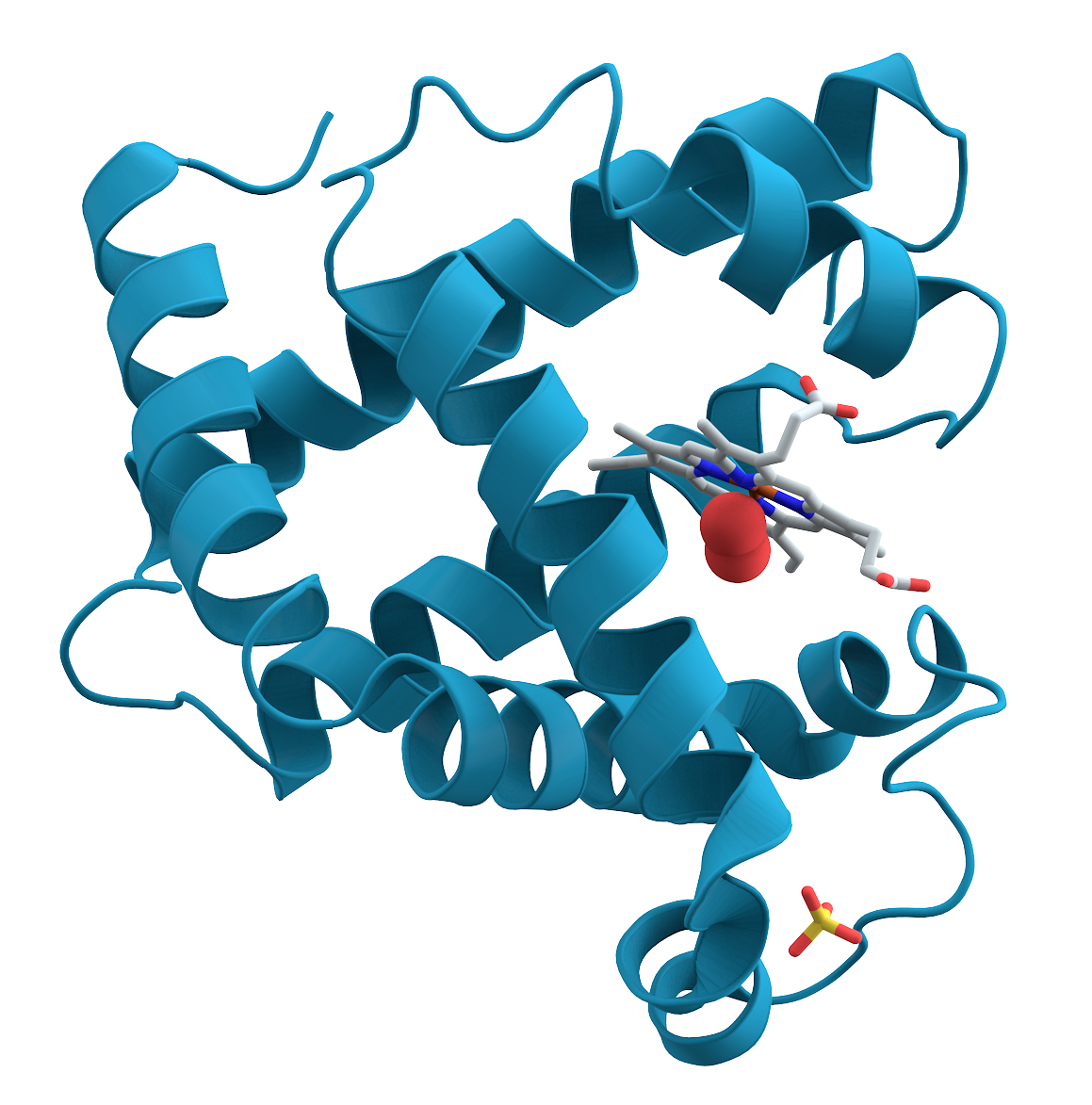
Een voorstelling van de ruimtelijke structuur van myoglobine, die gekleurde α-helices toont

Eiwitten of proteïnen vormen een grote klasse van biologische moleculen, die bestaan uit polymere ketens van aminozuren. De aminozuren in deze ketens zijn verbonden door peptidebindingen. Polypeptiden bestaan uit een lange keten van aminozuren die met elkaar verbonden zijn. Pas wanneer polypeptiden nog eens ruimtelijk opgevouwen worden door interacties tussen de atomen van de aminozuren spreekt men van een proteïne. Synthese (aanmaak) van eiwit-polymeren uit monomere aminozuren vindt binnen iedere cel van alle soorten organismen plaats.
Eiwitten hebben verschillende functies. Ze vormen de celstructuren van de ribosomen en het cytoskelet, ze komen voor als enzymen, die alle soorten chemische reacties in de cellen mogelijk maken, als transporteiwitten in de vorm van hemoglobine in het bloed en membraaneiwitten in de celmembranen, en als afweerstoffen. Voor heterotrofe organismen zijn eiwitten in hun voedsel essentieel om te overleven. Heterotrofen breken de uit voedsel verkregen eiwitten af tot aminozuren, waaruit ze vervolgens lichaamseigen eiwitten aanmaken. Autotrofe (zelfvoedende) organismen als planten en algen maken hun eigen aminozuren (en daaruit vervolgens eiwitten) aan. Eiwitten zitten in hogere concentraties onder andere in peulvruchten, vlees, gevogelte, eieren, vis, zuivelproducten en noten.

## Functies van eiwitten
Eiwitten hebben een grote diversiteit aan functies, met name op cellulair niveau. Een aantal belangrijke functies zijn:
- Chemische omzettingen – veel eiwitten katalyseren biochemische reacties. Zulke eiwitten worden enzymen genoemd. Enzymen zijn verantwoordelijk voor de stofwisseling, waarbij voedingsstoffen worden omgezet in bouwstoffen en energie.
- Structuur – een groot aantal eiwitten zorgt voor het in stand houden van dynamische structuren. Een belangrijk voorbeeld is het cytoskelet. Het cytoskelet geeft cellen structuur en vorm. Het cytoskelet is ook dynamisch, het kan ervoor zorgen dat de cel van vorm verandert, maakt de celdeling mogelijk en draagt ertoe bij dat sommige cellen zich kunnen verplaatsen.
- Celtransport – verschillende eiwitten zijn betrokken bij het transport van stoffen in, uit en binnen de cel. Transport binnen de cel vindt onder andere plaats via het cytoskelet. Membraaneiwitten, zogeheten ionkanalen en ionenpompen, bijvoorbeeld de natrium-kaliumpomp, zorgen voor het transport van ionen in en uit de cel.
- Communicatie – sommige eiwitten zijn hormonen en zorgen, via het bloed, voor de communicatie tussen cellen op afstand. Receptoren zorgen voor de communicatie tussen cellen en hun  omgeving. Signaaleiwitten zorgen voor de communicatie binnen cellen.
- Regulatie – cellen bevatten veel regelsystemen. Eiwitten spelen hier een belangrijke rol in, bijvoorbeeld door de structuur van andere eiwitten te veranderen, bijvoorbeeld door fosforylering.

Veel eiwitten hebben geen functie op zichzelf, maar maken deel uit van eiwitcomplexen.

## Eiwitten chemisch bekeken

Een peptidebinding. De R-groepen zijn de specifieke groepen van de aminozuren

Eiwitten zijn, samen met de polysachariden en de nucleinezuren DNA en RNA, de belangrijkste biopolymeren in de stofwisseling van organismen.
Natuurlijke eiwitten bestaan uit in serie geschakelde aminozuren. Er zijn 20 soorten zogeheten fundamentele aminozuren waaruit alle op aarde bekende natuurlijke eiwitten worden gevormd. Niet alleen de per soort eiwit gebruikte aminozuren, maar ook hun onderlinge opeenvolging of sequentie bepaalt het karakter van het te vormen eiwit. De sequentiecodes voor deze 20 aminozuren liggen, voor iedere soort te vormen eiwit, vast op een specifiek gen in het DNA.
In de cellen van eukaryoten bevindt het DNA zich in de celkern, de aminozuren, die chemisch aaneengeregen moeten worden tot een eiwit, bevinden zich in het cytoplasma. Bij de aanmaak van een eiwit wordt de sequentiecode vanuit het DNA (het gen), in de celkern eerst overgeschreven naar RNA. Het RNA met de kopie, inmiddels mRNA geheten, verplaatst zich vervolgens vanuit de celkern, via actief transport, door de kernporiën naar de ribosomen in het cytoplasma. De ribosomen gebruiken de door het mRNA overgebrachte sequentie-code als een mal (matrix) om, met de in het cytoplasma aanwezige aminozuren, (meestal meerdere exemplaren van) het te vormen eiwit aan te maken.
Typische eiwitten zijn enige tientallen tot vele honderden aminozuren lang. De aminozuren zijn onderling verbonden door amidebindingen, in eiwitten peptidebindingen geheten. Kleine eiwitten worden ook wel polypeptiden genoemd; de grens tussen een eiwit en een polypeptide is arbitrair. Door de vele mogelijke sequenties van de twintig fundamentele aminozuren is de variatie in soorten eiwitten schier eindeloos. Dit verklaart mede de grote variatie in de levende natuur.

### Structuur
Eiwitten vouwen zich in een specifieke driedimensionale vorm. Deze vorm wordt bepaald door de onderlinge aantrekking en afstoting van de verschillende aminozuren, en door de biochemische omgeving (bijvoorbeeld de pH) waarin het eiwit zich bevindt. De vorm van een eiwit is bepalend voor de interacties die een eiwit aan kan gaan met andere moleculen. Hierbij is het van belang dat het eiwit zich goed opvouwt. Wanneer dit niet gebeurt verliest het eiwit zijn functie, en kan het soms zelfs schadelijke effecten veroorzaken, zoals bij de ziekte van Creutzfeldt-Jakob.
De vorm waarin een proteïne zich normaal vouwt noemt men zijn natieve conformatie. De biochemie onderscheidt de volgende aspecten van de structuur van een eiwitmolecuul:
- Primaire structuur: de volgorde van de aminozuren. De keten van aminozuren wordt bij elkaar gehouden door covalente bindingen tussen de opeenvolgende aminozuren, de peptidebinding. Er zijn twintig verschillende, natuurlijk voorkomende aminozuren, en een eiwit kan gemakkelijk uit enkele duizenden aminozuren bestaan.

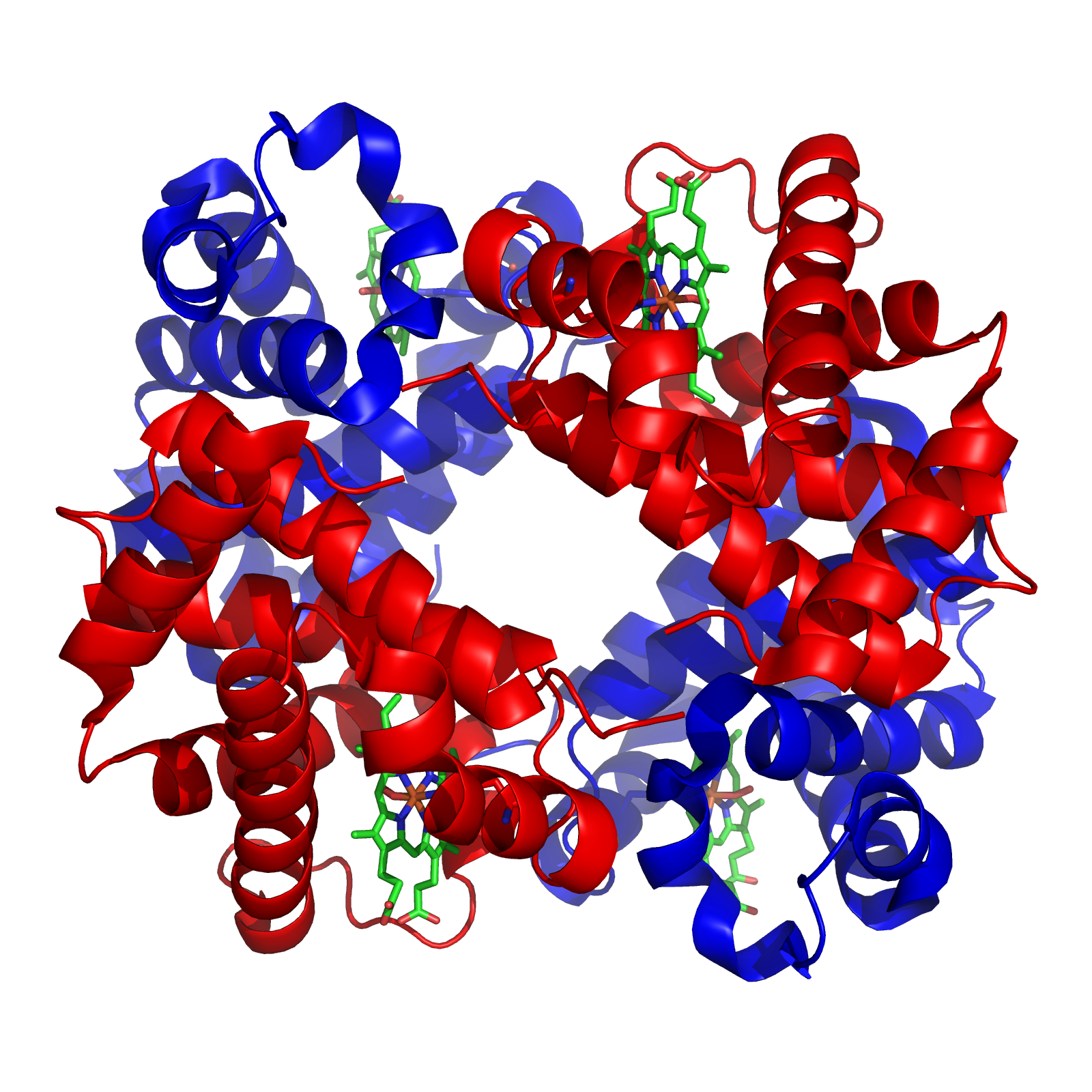
Quaternaire structuur van hemoglobine

- Secundaire structuur: de lokale vouwing in driedimensionale structuurelementen, zoals de α-helix en de β-sheet. Deze structuurelementen worden vooral gestabiliseerd door middel van waterstofbruggen binnen de ruggengraat van de proteïne.
- Tertiaire structuur: de vouwing van het eiwit als geheel. Stabilisatie treedt op door aantrekkingskrachten tussen verschillende delen van de eiwitketen, zoals hydrofobe interacties, ion-interacties en zwavelbruggen.
- Quaternaire structuur: de vorm die voortkomt uit de associatie van meerdere eiwitketens, ook het eiwitcomplex genoemd. Een voorbeeld hiervan is hemoglobine, dat uit meerdere eiwitketens bestaat, en dat bovendien in het midden een heem bevat.

Wanneer men refereert aan de uiteinden van een eiwitketen, spreekt men respectievelijk van de stikstof- of N-terminus, voor het begin van de eiwitketen, en van de koolstof- of C-terminus voor het einde van de keten, genoemd naar de  functionele groep die zich ieder aan een uiteinde bevindt.

### Denaturatie
Elk enzym heeft voor elke parameter een bepaalde optimale waarde. Bij dit optimum vertoont het enzym de grootste activiteit, terwijl als de omstandigheden iets veranderen de activiteit (licht) daalt. Wanneer de omstandigheden waarin het enzym zich bevindt, te ver van het optimum afwijken, kan de enzymstructuur abrupt veranderen: het enzym ondergaat denaturatie, waardoor het zijn functie - biologische activiteit - verliest. Suboptimale omstandigheden die denaturatie veroorzaken zijn:
- afwijkende pH: met het veranderen van de zuurgraad verandert de ionisatie van de aminozuren. Doordat andere ladingen en ladingsverdelingen ontstaan kan de structuur abrupt veranderen.
- afwijkende temperatuur: bij te hoge temperatuur worden de disulfidebruggen verbroken.

### Regulatie van activiteit
Dikwijls kunnen andere moleculen binden op specifieke plaatsen op het eiwit. Deze bindingsplaatsen hebben een bepaalde specifieke affiniteit voor dergelijke moleculen of liganden. Zonder deze liganden zijn dergelijke eiwitten biologisch niet actief. Bijgevolg hangt de activiteit van het eiwit af van de concentratie van het ligand in het cytosol.
Omdat eiwitten betrokken zijn bij vrijwel elk proces in een cel, zijn de mechanismen die deze processen controleren dezelfde als die de activiteit van de betrokken eiwitten regelen. Het regelen van de eiwitactiviteit kan plaatsvinden door het regelen van zowel de eiwitstructuur als de eiwitconcentratie.

#### Concentratie
Als een grote biochemische activiteit vereist is, wordt het DNA veelvuldig overgeschreven op RNA, waarbij elke RNA-streng verschillende keren gebruikt kan worden voor het maken van meerdere exemplaren van hetzelfde eiwit. Wanneer verschillende nauw verwante enzymen tegelijk in grote hoeveelheden nodig zijn, worden deze vaak na elkaar tegelijk overgeschreven op RNA, zodanig dat de verschillende benodigde enzymen tegelijk beschikbaar komen.

#### Eiwitstructuur
De volgende processen kunnen de activiteit van het eiwit veranderen door het wijzigen van de structuur:
- Allosterische modulatie: wanneer de binding van een ligand de binding van andere liganden beïnvloedt. Zo kan bijvoorbeeld het ligand dat nodig is voor de goede werking van het enzym niet meer binden.
- Covalente modulatie: wanneer een covalente wijziging de binding van een ligand of de eiwitstructuur beïnvloedt.

#### Splitsing
Het splitsen van eiwitten vindt plaats middels hydrolyse, een ontledingsreactie onder opname van een watermolecuul, gekatalyseerd door de enzymen endopeptidase en exopeptidase. Endopeptidasen knippen eiwitten ergens in het midden door, terwijl exopeptidasen steeds een aminozuur vrijmaken aan het uiteinde van een polypeptideketen. Hydrolyse specifiek van eiwitten wordt proteolyse genoemd.
Het tegenovergestelde van hydrolyse is polycondensatie, waarbij bij iedere 'aankoppeling' van een aminozuur aan de eiwitketen, een watermolecuul wordt afgesplitst.

## Proteïnen en voeding
Voor alle heterotrofen, waaronder alle herbivore, carnivore en omnivore diersoorten, vormen proteïnen een belangrijk deel van het dieet. In de dierlijke spijsvertering worden eiwitten afgebroken tot aminozuren, die vervolgens gebruikt worden als bouwstenen voor de aanmaak van lichaamseigen eiwitten, en als brandstof voor de celademhaling.
Ook het menselijk lichaam gebruikt alle aminozuren die uit voedsel gehaald kunnen worden voor de aanmaak van lichaamseigen eiwitten en als energiebron. Bij een tekort aan bepaalde aminozuren, worden deze door het lichaam zelf in de lever, uit voorhanden zijnde aminozuren, via transaminering gesynthetiseerd. Dit geldt echter niet voor threonine, valine, tryptofaan, isoleucine, leucine, lysine, fenylalanine en methionine. Dit zijn essentiële aminozuren, aminozuren die uit voedsel gehaald moeten worden. Hoewel alle voedingsmiddelen deze aminozuren bevatten, bevatten ze elk andere hoeveelheden. Daarom kan het gedurende langere tijd eten van één enkel voedingsmiddel, rijk aan één bepaalde proteïne, leiden tot een tekort aan bepaalde essentiële aminozuren.
Een tekort aan ingenomen eiwitten (proteïnedeficiëntie) leidt tot symptomen als vermoeidheid, haaruitval, verlies van pigmenten (normaal zwart haar kleurt rood), verlies van spiermassa, lage lichaamstemperatuur en verstoring van de hormoonspiegel. Ernstige proteïnedeficiëntie, enkel voorkomend bij uitgehongerde mensen, is dodelijk. Een plantaardig dieet levert voor een mens genoeg essentiële en niet-essentiële aminozuren, zolang de voeding gevarieerd is en de calorie-inname hoog genoeg is om aan de energiebehoefte te voldoen.
Een teveel aan opgenomen proteïnen wordt in het lichaam als energiebron gebruikt. Eiwitten worden dan afgebroken waarbij ureum wordt gevormd. Een echte overdaad aan proteïnen zorgt, net als een tekort, voor problemen: overreactie van het immuunsysteem, overbelasting van de nieren met mogelijk nierfalen tot gevolg, een ontregelde lever die toxische residuen produceert, en verlies van botmassa door een verhoogde zuurgraad van het bloed. Verder is een te hoge eiwitinname gelinkt aan obesitas.
Een manier om de 'nutritionele kwaliteit' van een proteïne uit te drukken is de biologische waarde. Een correcter criterium is de PDCAAS (Protein Digestibilty Corrected Amino Acid Score). Dit geeft de mate aan waarin een voedingseiwit werkelijk in de behoefte aan essentiële aminozuren kan voorzien, rekeninghoudend met de verteerbaarheid van het eiwit.
Proteïnen kunnen aanleiding geven tot allergische reacties en allergieën. Dit komt doordat de structuur van elke proteïne (licht) verschillend is, zodat sommige proteïnen een allergische reactie kunnen uitlokken, terwijl andere volledig veilig zijn. Zo zijn sommige mensen allergisch voor caseïne (een melkproteïne), gluten (eiwitten in graangewassen), bepaalde proteïnen die gevonden worden in pinda en weekdieren. Allergieën voor meerdere proteïnen bij dezelfde persoon zijn zeer zeldzaam.
De eiwitbehoefte verschilt tussen iemand die wel sport en iemand die niet sport. Volwassenen die niet sporten hebben 0,8 gram per kilogram lichaamsgewicht nodig. Sporters die twee keer of vaker aan cardio doen komen op 1,4 gram per kilogram lichaamsgewicht en krachtsporters komen op 1,8–2,0 gram per kilogram lichaamsgewicht uit.

## Geschiedenis
De eerste keer dat de term proteïne, wat 'van eerste orde' betekent, werd gebruikt, was in een brief van Jöns Jacob Berzelius aan Gerardus Johannes Mulder op 10 juli 1838:

Le nom protéine que je vous propose pour l'oxyde organique de la fibrine et de l'albumine, je voulais le dériver de πρώτειος, parce qu'il paraît être la substance primitive ou principale de la nutrition animale.

Vrij vertaald betekent dit:

De naam 'proteïne' die ik voorstel voor het organisch oxide van fibrine en albumine, leid ik af van het Griekse woord πρώτειος, omdat het de primitieve substantie of het hoofdbestanddeel van dierlijke voeding lijkt te zijn.

Onderzoek naar eiwitten en hun eigenschappen begon omstreeks 1800 toen wetenschappers de eerste sporen ontdekten van een op dat moment onbekende klasse organische verbindingen. Sindsdien is de kennis er enorm op vooruitgegaan en is het besef gegroeid dat deze verbindingen onmisbaar zijn voor nagenoeg alle levensprocessen.
Myoglobine was het eerste eiwit waarvan de structuur door röntgendiffractie werd opgehelderd door Max Perutz en Sir John Cowdery Kendrew in 1958. Voor deze prestatie kregen ze de Nobelprijs voor de Scheikunde.

## Wetenschappelijk onderzoek naar eiwitten
Röntgendiffractie wordt gebruikt om de driedimensionale structuur van eiwitten op te helderen. Deze techniek kan enkel worden toegepast op gekristalliseerde eiwitten. Sommige eiwitten vormen moeilijk of geen kristallen. Bovendien komt de structuur (vaste vorm) van de eiwitten in deze kristallen per definitie niet volledig overeen met de biologisch actieve vorm (waterige oplossing). Toch levert röntgendiffractie zeer nuttige structurele informatie. Voor het toepassen van deze techniek zijn grote hoeveelheden zuivere proteïne nodig.
Door de vooruitgang in andere experimentele technieken gaat het huidige onderzoek naar eiwitten veel sneller. Tegenwoordig worden ook de volgende experimentele technieken gebruikt:
- Met massaspectrometrie kan de primaire structuur van eiwitten worden bepaald.
- Ramanspectroscopie en infraroodspectroscopie: verschuivingen in de frequenties van de banden van de peptidebindingen geven informatie over de aanwezigheid van de verschillende structurele elementen zoals α-helix en β-plaat. Met behulp van 2D-IR- of Ramancorrelatiespectroscopie kan men zelfs nauwkeurig de opeenvolgende stappen van denaturaties volgen.
- NMR-spectroscopie: een algemene techniek voor onderzoek naar de structuur van organische verbindingen, die ook de bepaling van eiwitstructuren mogelijk maakt

Door gebruik te maken van een combinatie van deze technieken kan men de structuur of hoeveelheid van specifieke eiwitten achterhalen.